# 嘴套

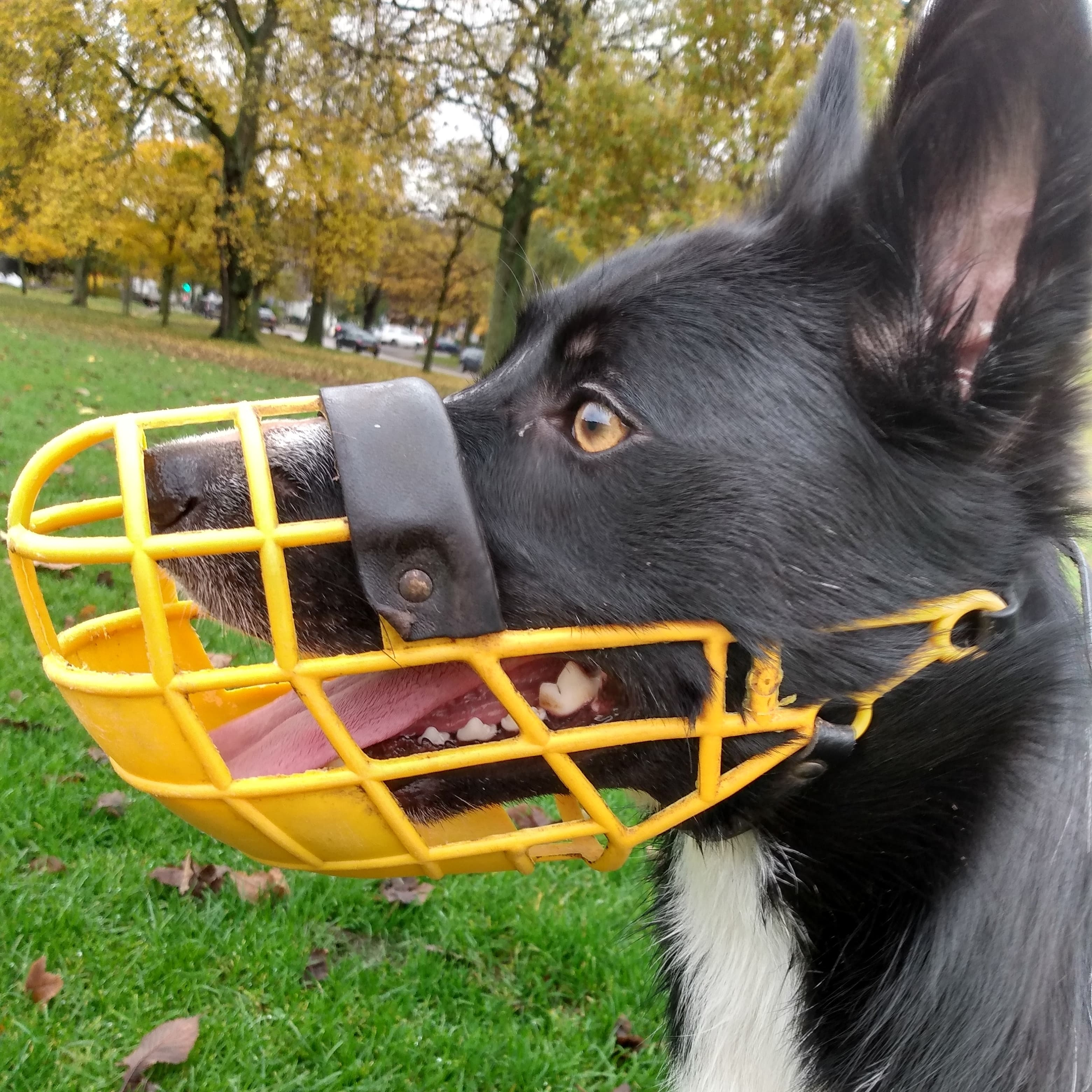
一只戴着黄色嘴套的边境牧羊犬

嘴套是一种套在动物鼻子上的装置，以防止它们咬人或张嘴。
嘴套可以是固體結構，並有气孔让动物呼吸。嘴套也可以由带子製成，以便於空气能更好地流通，並让动物方便喝水，在某些情况下還能吃东西。皮革、铁丝、塑料和尼龙是常见的嘴套材質。嘴套的形状和结构可能有所不同，这取决于給動物戴嘴套的目的是防止动物咬人还是吃东西。